# The Right Time
"The Right Time" é o terceiro compacto (segundo nos Estados Unidos) do álbum Forgiven, Not Forgotten, da banda irlandesa The Corrs.

## Desempenho nas paradas musicais
| Parada              | Melhor posição |
| ------------------- | -------------- |
| Irish Singles Chart | 3              |
| UK Singles Chart    | 84             |
| ARIA Charts         | 44             |
| Suíça               | 76             |